# 蔡道隆
蔡道隆（1377年—？），字希阜，浙江溫州府永嘉縣東南隅人，明朝政治人物。進士出身。

## 生平
浙江鄉試五十一名。永樂十年（1412年）壬辰科會試二十六名，殿試登進士第三甲第二十一名。

## 家族
曾祖蔡性舉。祖父蔡文忠。父亲蔡思善。